# Hum (Trebinje)
Pour les articles homonymes, voir Hum.
Hum (en serbe cyrillique : Хум) est un village de Bosnie-Herzégovine. Il est situé sur le territoire de la ville de Trebinje et dans la république serbe de Bosnie. Selon les premiers résultats du recensement bosnien de 2013, il compte 15 habitants.

## Géographie
Le village est entouré par les localités suivantes :
|                                                 | Krajkovići | Cicina            |
| Krajkovići Začula (municipalité de Ravno, FBiH) | Hum        | Petrovići Cerovac |
|                                                 | Cerovac    |                   |

## Histoire
Le village abrite trois sites inscrits sur la liste provisoire des monuments nationaux de Bosnie-Herzégovine : des vestiges de fortifications préhistoriques, une nécropole avec des stećci, un type particulier de tombes médiévales, et l'église de la Nativité-de-la-Mère-de-Dieu.

## Démographie

### Évolution historique de la population dans la localité
| 1948 | 1953 | 1961 | 1971 | 1981 | 1991 | 2013 |
| ---- | ---- | ---- | ---- | ---- | ---- | ---- |
| -    | -    | 247  | 273  | 142  | 108  | 15   |

|  |

### Communauté locale
En 1991, la communauté locale de Hum comptait 575 habitants, répartis de la manière suivante :